# Mustafa Maksuti
Mustafa Maksuti też jako: Mustafa Shehu  (ur. 1881 w Gjirokastrze, zm. w sierpniu 1936 w Beracie) – albański i turecki polityk i wojskowy.

## Życiorys
Był synem duchownego muzułmańskiego. Ukończył szkołę średnią w Stambule, a następnie studiował w Akademii Wojskowej, którą ukończył w 1905. Do 1912 służył w armii Imperium Osmańskiego. Po ogłoszeniu niepodległości Albanii w 1912 powrócił do kraju i rozpoczął służbę w tworzących się siłach zbrojnych. W 1913 w stopniu kapitana dowodził oddziałem żandarmerii w Gjirokastrze. Był odpowiedzialny za opracowanie albańskiej terminologii wojskowej. 
W lutym 1920 dowodził batalionem żandarmerii w Këlcyrë, który miał powstrzymywać ataki bojówek greckich napadających na terytorium Albanii, sprawował także urząd podprefekta. W 1920 w stopniu majora wziął udział w bitwie o Wlorę przeciwko oddziałom włoskim i dowodził atakiem na garnizon włoski w Tepelenie. 21 czerwca 1920 garnizon włoski w Tepelenie skapitulował, a batalion Maksutiego został skierowany nad granicę albańsko-grecką. W 1921 jako dowódca sił zbrojnych w prefekturze Gjirokastry został wybrany deputowanym do parlamentu, w którym reprezentował Partię Ludową (Partia Popullore). W 1921 pełnił funkcję wiceministra wojny i szefa sztabu armii, w tym czasie awansował na stopień majora. W czasie swojej pracy w ministerstwie wojny zajmował się m.in. opracowaniem terminologii wojskowej, używanej w armii albańskiej. Po zamachu stanu w czerwcu 1924 mianowany dowódcą regimentu stacjonującego w Szkodrze. W grudniu 1924, kiedy doszło do ataku na Albanię sił wiernych Ahmedowi Zogu, Maksuti próbował bezskutecznie stawiać opór w rejonie Szkodry, a następnie wyemigrował do Włoch. Do lutego 1936 mieszkał w Brindisi. Schorowany, powrócił do kraju i zamieszkał w Beracie, gdzie zmarł w sierpniu 1936.